# Treron griseicauda
El vinago carigrís o vinago de cara gris (Treron griseicauda) es una especie de ave columbiforme de la familia Columbidae. Es endémica de Indonesia.

## Taxonomía
Se reconocen las siguientes subespecies:
- Treron griseicauda sangirensis Brüggemann, 1876 - islas Sangihe
- Treron griseicauda wallacei (Salvadori, 1893) - Célebes, islas Banggai y Sula.
- Treron griseicauda vordermani Finsch, 1901 - islas Kangean
- Treron griseicauda pallidior (Hartert, 1896) - Kalao, Kalaotoa y Tanahjampea (entre Célebes y Flores)
- Treron griseicauda griseicauda Bonaparte, 1855 - Java y Bali